# NGC 6274-1
NGC 6274-1 (другие обозначения — UGC 10643, MCG 5-40-19, ZWG 169.24, KUG 1657+300A, KCPG 503A, PGC 59381) — спиральная галактика (Sc) в созвездии Геркулес.
Этот объект входит в число перечисленных в оригинальной редакции «Нового общего каталога».